# ختم الذاكرة بالشمع الأحمر
ختم الذاكرة بالشمع الأحمر، مجموعة نصوص ومقالات من مؤلفات الشاعرة والكاتبة العربية السورية غادة السمان، صدرت في عام 1979، عن منشورات غادة السمان في بيروت، لبنان.